# Lagash

Vào thời của Hammurabi, Lagash nằm gần bờ biển của vịnh Ba Tư.

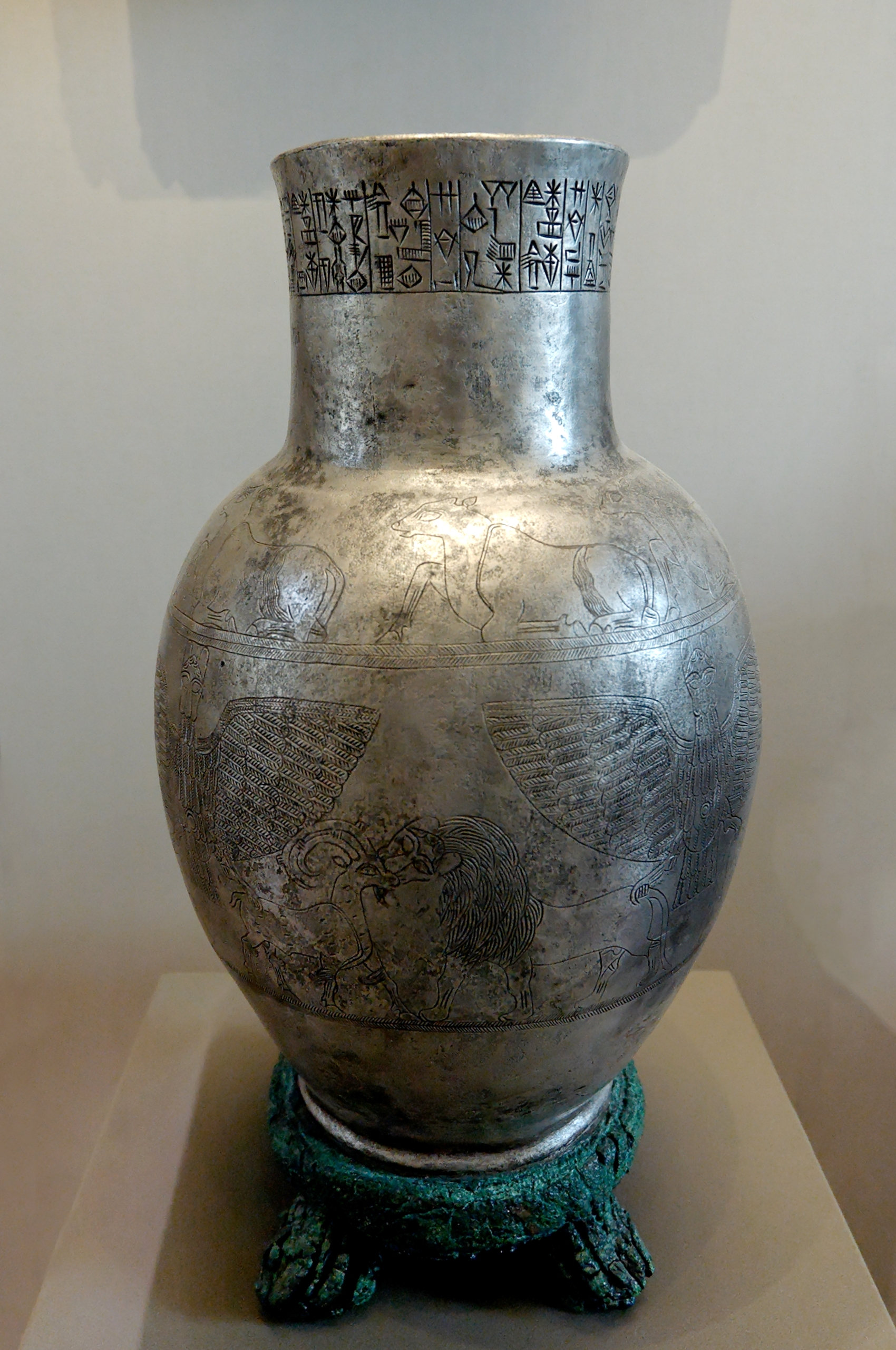
Một cái bình khắc chữ hình nêm của Entemena (Louvre)

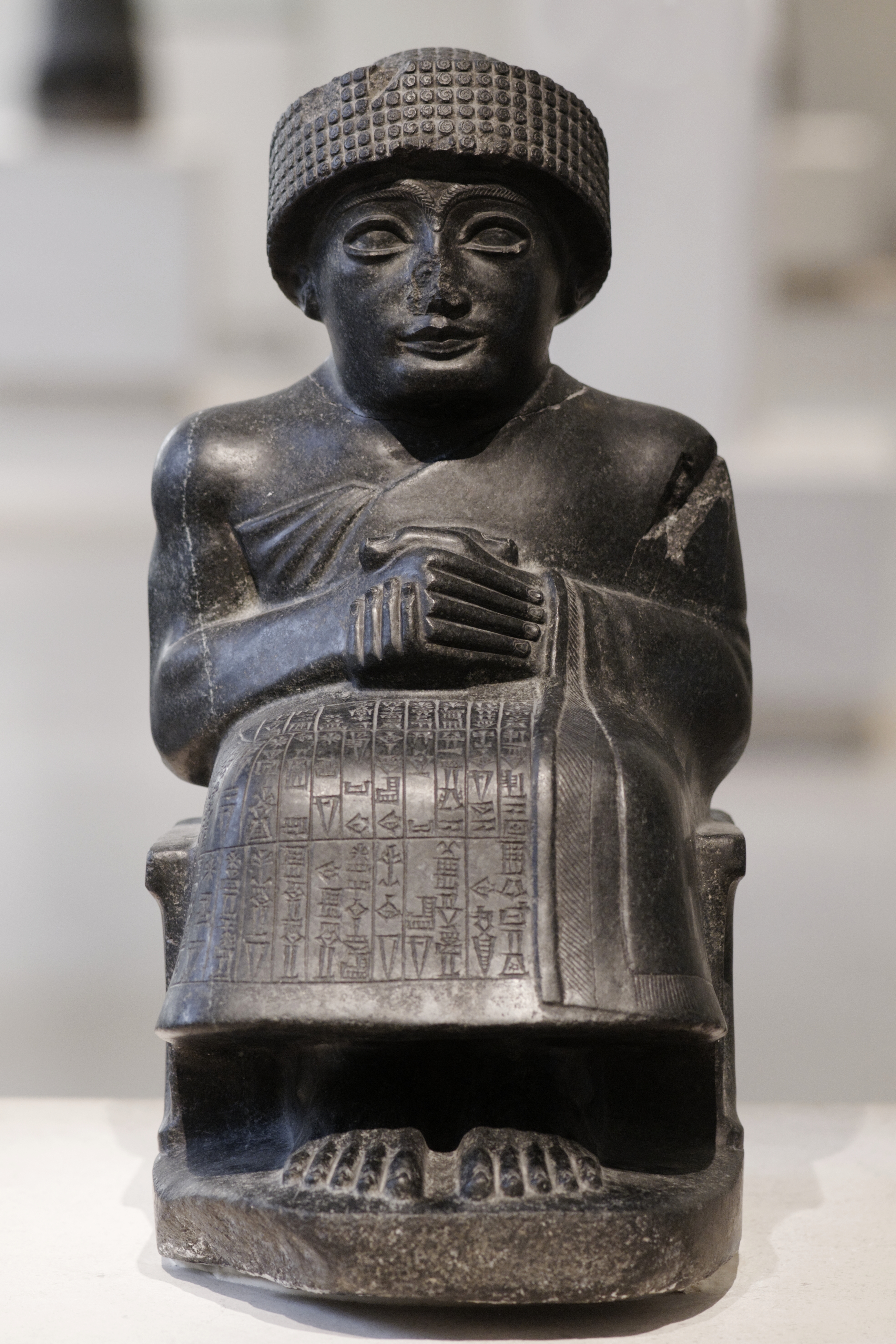
Gudea của Lagash, tượng bằng diorit được tìm thấy tại Girsu (Louvre)

Lagash/ˈleɪɡæʃ/ là một thành phố của người Sumer cổ đại nằm ở phía tây bắc ngã ba của sông Euphrates và Tigris và phía đông Uruk, khoảng 22 km (14 dặm) về phía đông của thành phố ngày nay là Ash Shatrah, Iraq. Lagash là một trong những thành phố lâu đời nhất ở vùng Cận Đông cổ đại. Vị trí cổ đại của Surghul/Nina là khoảng 6 dặm (9,7 km). Girsu gần đó, khoảng 25 km (16 dặm) về phía tây bắc của Al-Hiba, là trung tâm tôn giáo của thị quốc Lagash. Đền thờ của Lagash là E-Ninnu, dành riêng cho thần Ningirsu.

## Lịch sử
Từ những dòng chữ khắc được tìm thấy ở Girsu như các trụ đá Gudea đã cho thấy Lagash là một thành phố quan trọng của người Sumer vào cuối thiên niên kỷ thứ 3 TCN. Thành phố thời điểm đó được cai trị bởi vị vua độc lập, Ur-Nanshe (thế kỷ 24 TCN) và người kế nhiệm ông đã tham gia vào những trận giao tranh với người Elam ở phía đông và các vua "Kienĝir" và Kish ở phía bắc. Một số công trình xa xưa có từ trước cuộc chinh phục của người Akkad cũng rất thú vị, đặc biệt là Bia Kền kền của Eannatum và cái bình bạc lớn của Entemena được trang trí với con vật linh thiêng của Ningirsu là Anzu: một con đại bàng đầu sư tử với đôi cánh dang ra, dang quắp lấy một con sư tử trong mỗi móng vuốt. Với cuộc chinh phục của người Akkad mà Lagash đã đánh mất nền độc lập, người cai trị hoặc ensi của Lagash trở thành một chư hầu của Sargon xứ Akkad và những người kế nhiệm ông; nhưng Lagash tiếp tục là một thành phố có nhiều tầm quan trọng và trên hết là một trung tâm phát triển nghệ thuật.
Sau khi nhà nước của Sargon sụp đổ, Lagash lại phát triển mạnh dưới các đời vua độc lập (Ensis), Ur-Bau và Gudea và có sự giao thiệp thương mại rộng rãi với nước xa xôi. Theo sử liệu về mình, Gudea đưa cây hương từ Amanus và dãy núi Liban ở Syria, điorit từ miền đông Saudi, đồng và vàng từ miền trung và miền nam Ả Rập, trong khi quân đội của ông đã tham gia vào các trận chiến với người Elam ở phía đông. Triều đại của ông có dấu ấn đặc trưng vì là thời đại phát triển nghệ thuật. Thậm chí một ý tưởng khá tốt về những gì trông giống như Gudea, kể từ khi ông đặt trong các đền thờ trong thành phố nhiều bức tượng hoặc tượng thần miêu tả bản thân với hiện thực sống động như thật (Tượng Gudea). Vào thời của Gudea, thủ đô của Lagash thực sự nằm ở Girsu. Vương quốc bao phủ một diện tích khoảng 1.600 km vuông (620 sq mi). Nó bao gồm 17 thành phố lớn, tám thị trấn huyện lỵ, và nhiều làng mạc (khoảng 40 được gọi theo tên). Theo một ước tính, Lagash là thành phố lớn nhất thế giới từ khoảng 2075 đến 2030 TCN.
Ngay sau thời kỳ của Gudea, Lagash đã bị gộp vào nhà nước Ur III như là một trong những tỉnh hàng đầu của nó. Có một số thông tin về khu vực này trong thời kỳ Cổ Babylon. Sau đó nó dường như đã mất đi tầm quan trọng thiết yếu và biến mất trong một khoảng thời gian dài cho tới khi việc xây dựng các pháo đài của nhà Seleukos được đề cập, khi nó dường như đã trở thành một phần của Vương quốc Characene của Hy Lạp.

### Xung đột với Umma
Vào khoảng năm 2450 TCN, Lagash và thành phố láng giềng Umma có đánh lẫn nhau sau một cuộc tranh chấp biên giới. Theo như mô tả trong Bia Kền kền thì vị vua hiện tại của Lagash là Eannatum, lấy cảm hứng từ thần bảo trợ của thành phố Ningirsu, bắt đầu mang quân đánh bại thành phố gần đó. Những chi tiết ban đầu của cuộc chiến vẫn chưa rõ ràng, nhưng tấm bia có thể miêu tả một vài chi tiết mơ hồ về sự kiện này. Theo những hình khắc của tấm bia thì khi hai bên gặp nhau trên chiến trường, Eannatum đã bước xuống cỗ chiến xa của mình và dẫn đầu hàng quân tiến lên. Sau khi hạ thấp những ngọn giáo, quân Lagash liền xông vào hàng ngũ quân Umma theo đội hình Phalanx dày đặc. Sau một cuộc đụng độ ngắn ngủi, Eannatum và quân của ông đã giành được chiến thắng trước đội quân của Umma. Dù bị tên bắn trúng mắt, vua của Lagash vẫn còn sống để tận hưởng chiến thắng của quân mình. Cuộc chiến này là một trong những trận đánh có tổ chức sớm nhất được biết đến với giới học giả và sử gia.

### Các triều đại của Lagash
Những triều đại này không được tìm thấy trên bảng danh sách vua Sumer dù một mảnh vỡ bổ sung rất rời rạc đã được tìm thấy tại Sumer, gọi là những người cai trị Lagash. Nó còn nhớ như in sau trận lụt nhân loại đã gặp khó khăn trong việc trồng thực phẩm, bị lệ thuộc hoàn toàn vào nước mưa; ngoài ra còn có liên quan đến kỹ thuật thủy lợi và canh tác lúa mạch được truyền đạt bởi các vị thần. Vào cuối bảng danh sách là tuyên bố "viết trong trường học", cho thấy đây là một loại trường đào tạo người sao chép bản thảo. Một vài trong số những cái tên từ các nhà lãnh đạo Lagash liệt kê dưới đây có thể được thực hiện bao gồm Ur-Nanshe, "Ane-tum", En-entar-zid, Ur-Ningirsu, Ur-Bau, và Gudea.

### Triều đại thứ nhất của Lagash
| Vua                            | Triều đại đề xuất    | Chú thích |
| ------------------------------ | -------------------- | --- |
| Enhengal                       |                      | |
| Lugal-sha-engur (Lugal-Suggur) |                      | Giáo sĩ cấp cao hay Ensi                                                                                                 |
| Ur-Nanshe (Ur-nina)            | khoảng 2500 TCN      | Vua |
| Akurgal                        |                      | |
| Eannatum                       | khoảng thế kỷ 25 TCN | Cháu trai của Ur-Nanshe, vị vua đã chiếm được Sumer từ Enshagkushana của Uruk và đẩy lùi quân đội của Kish, Elam và Mari |
| En-anna-tum I                  | khoảng thế kỷ 25 TCN | Em trai Eanatum, giáo sĩ cấp cao, Ur-Luma và Illi của Umma, cũng như Kug-Bau của Kish giành được độc lập từ ông.         |
| Entemena                       | khoảng thế kỷ 25 TCN | Con trai của Enanatum I, vị vua cùng thời với Lugal-ure (hay Lugalkinishedudu) của Uruk và đã đánh bại Illi của Umma     |
| Enanatum II                    |                      | |
| Enentarzid                     |                      | |
| Lugalanda                      |                      | |
| Urukagina                      | khoảng 2300 TCN      | Là vị vua bị Lugal-zage-si xứ Uruk đánh bại, đã đưa ra lời tuyên bố cải cách xã hội.                                     |

### Triều đại thứ hai của Lagash
| Vua               | Triều đại đề xuất (niên biểu sơ lược) | Triều đại đề xuất (niên biểu trung kỳ) | Chú thích                                |
| ----------------- | ------------------------------------- | -------------------------------------- | ---------------------------------------- |
| Lugalushumgal     |                                       |                                        |                                          |
| Puzer-Mama        |                                       |                                        |                                          |
| Ur-Utu            |                                       |                                        |                                          |
| Ur-Mama           |                                       |                                        |                                          |
| Lu-Baba           |                                       |                                        |                                          |
| Lugula            |                                       |                                        |                                          |
| Kaku or Kakug     |                                       |                                        |                                          |
| Ur-Bau or Ur-baba | 2093 TCN – 2080 TCN                   | 2157 TCN – 2144 TCN                    |                                          |
| Gudea             | 2080 TCN – 2060 TCN                   | 2144 TCN – 2124 TCN                    | Con rể của Ur-baba                       |
| Ur-Ningirsu       | 2060 TCN – 2055 TCN                   | 2124 TCN – 2119 TCN                    | Con trai của Gudea                       |
| Pirigme hay Ugme  | 2055 TCN – 2053 TCN                   | 2119 TCN – 2117 TCN                    | Cháu trai của Gudea                      |
| Ur-gar            | 2053 TCN – 2049 TCN                   | 2117 TCN – 2113 TCN                    |                                          |
| Nammahani         | 2049 TCN – 2046 TCN                   | 2113 TCN – 2110 TCN                    | Cháu trai của Kaku, bị Ur-Namma đánh bại |

## Khảo cổ học
Lagash là một trong những gò khảo cổ học lớn nhất trong khu vực, đo khoảng 2 1 dặm (3,2 1,6 km). Ước tính diện tích của nó nằm trong khoảng 400-600 ha (990 đến 1,480 mẫu Anh). Địa điểm này được chia bởi nền của một con kênh/sông, chạy theo đường chéo qua gò. Di chỉ này lần đầu tiên được Robert Koldewey khai quật trong sáu tuần vào năm 1887. Nó còn được kiểm tra trong một đợt khảo sát khu vực của Thorkild Jacobsen và Fuad Safar vào năm 1953, việc tìm kiếm bằng chứng đầu tiên nhận dạng tên gọi của nó là Lagash. Chính thể chủ yếu trong vùng al-Hiba và Tello trước đây được xác định là ŠIR.BUR.LA (Shirpurla). Tell Al-Hiba lại được khám phá một lần nữa trong năm đợt khai quật từ năm 1968 đến năm 1976 bởi một nhóm từ Bảo tàng Nghệ thuật Metropolitan và Viện Mỹ thuật của Đại học New York. Nhóm nghiên cứu dưới sự dẫn đầu của Vaughn E. Crawford và bao gồm cả Donald P. Hansen và Robert D. Biggs. Mục tiêu chính là khai quật ngôi đền Ibgal của Inanna và đền thờ Bagara của Ningirsu, cũng như một khu vực hành chính có liên quan.
Nhóm nghiên cứu quay trở lại 12 năm sau đó vào năm 1990 cho một đợt khai quật cuối cùng do DP Hansen tiến hành. Công việc chủ yếu liên quan đến khu vực liền kề với một ngôi đền vẫn chưa được khai quật. Kết quả của hoạt động khai quật năm nay dường như chưa được công bố.